# Плехи (Плекенштайн)
Плехи (чеськ. Plechý нім. Plöckenstein) — гора висотою 1378 м, яка розташована в Шумавських горах на чесько - австрійському кордоні.  Це п’ята за висотою вершина Шумави, найвища вершина чеської та австрійської частин Шумави (найвища гора Шумави — Großer Arber знаходиться в Німеччині) і водночас найвища вершина Південночеського краю та Верхньоавстрійського Мюльфіртеля . Водночас це дев'ята найбільш ізольована чеська гора. Північні схили Плехів належать до кадастрової території муніципалітету Нова Пец і басейну річки Ельба басейну Північного моря, тоді як південні схили належать до кадастрової території Шварценберга-на-Бемервальді та до басейну Дунаю в басейні Чорного моря.

## Етимологія
Сучасна назва цієї гори походить від німецької назви, яка відома в різних формах з минулого ( 1346 Plechensteyn, 1604 Plecknsstayn, 1710 Pleckhenstein ) і означає «блискучий камінь або скеля» (походить від дієслова blecken = сяяти, виблискувати). Мотивом для такої назви, ймовірно, була мерехтлива поверхня  озера на північно-східному схилі гори.

## Геологія
Гора Плехи  має заокруглену вершину на структурному хребті двослюдяного граніту Молданубікуму. Схили гори розвинені асиметрично і на них багато відкладів льодовикового та перигляціального походження. На північно-східному схилі вкопаний кар з льодовиковим озером , стрімкі стіни якого з виходами скель і селевими потоками досягають майже самої вершини.

Північний захід і південний схід хребта  поздовжньо розділяють тектонічні долини гірських частин  Углави та Влтави. Четвертинне зледеніння залишило льодовикові жолоби, озера та численні скельні утворення морозного вивітрювання.

Північно-східний схил Плехів утворений скельною стіною льодовикового карсту озера Плешне і фронтальною мореною з масивних гранітних брил (так зване Кам'яне море). Це важливе геоморфологічне утворення, яке є однією з найцінніших частин місцевого заповідника. Стіна дуже стрімка і сягає висоти 211 м. В околицях плешневої «дамби»  є обширна морена, утворена масивними брилами крупнозернистого граніту, потрісканого морозним вивітрюванням  .

## Кліматичні умови
На вершині спостерігаються суворі кліматичні умови: середньорічна температура не досягає навіть 3 °C, річна кількість опадів коливається від 1400 до 1700 мм, включаючи сніговий покрив до 250 см, який лежить на вершині до півроку.  Тут поширені вітри, тумани та мороз.

## Флора та фауна
Вершина Плех лежить трохи нижче верхньої межі лісу і раніше була в основному вкрита природною гірською ялиною з домішком низькорослої горобини та з бідним трав'янистим підліском - ділянки, вкриті папороттю та безщитником жіночим, чергуються з густим дерном  очерету і в деяких місцях розбавлені ожикою  лісовою, гірською осокою або чорницею.  У 1996 році, як і в інших місцях Шумави, було зафіксовано зростання чисельності короїдів . У 1999 році  Міністерством навколишнього середовища, яке тоді очолював Мілош Кужварт, було ухвалено скасувати режим невтручання в цій зоні і  можна було розпочати вирубку дерев, уражених жуком-короїдом. На знак протесту проти цього очищення влітку того ж року екологічні організації розпочали блокаду, яка припинила втручання проти жука-короїда. Починаючи з 2000 року короїд безперервно зустрічається лише на смузі шириною 200-250 м вздовж чесько-австрійського кордону. 
У сідловині на захід від вершини розташована австрійська полонина – безліса місцевість із  гірською травою, що переходить через смугу  смерек у  гірське торфове болотище, одне з найвищих у регіоні Шумава. Торфовище займає близько 8,5 га. Тут росте звичайна болотна рослинність, в тому числі охоронювані види, але немає осоки, а деревний покрив складається лише з ялини карликової. 
На стрімкій скельній стіні льодовикового карсту також росте ялина гірська з горобиною і кленом гостролистим , місцями трав'яні угруповання з вербою та тирличем панонським.
Північні схили Плех є частиною Троймезенського лісу (чеськ. Trojmezenský prales) – найбільшого та найкраще збереженого залишку гірського смерекового лісу в Центральній Європі  – який простягається звідти на захід аж до Тшистоличника (чеськ. Třístoličník). Споконвічні ліси тут представлені переважно гірськими ялинами з горобиною, а навколо торф'яника — заболоченими смереками. У нижніх частинах лісу зустрічаються також буки та ялиці. Тут панують суворі кліматичні умови, тому дерева ростуть так повільно, що за сто років досягають не більше десяти метрів. Територія навколо Плех, Троймежної гори та Тристолічника зберегла свій первісний характер головним чином через її важкодоступність. Схил над Плешним озером ніколи не вирубували, і люди рідко ходили по дрова в інші частини нинішнього пралісу. Для виготовлення корабельних щогл використовували повільно зростаючі дерева з міцною деревиною. Крім вузької смуги лісу на самому хребті, вирубки тут ніколи не з'являлося.  Троймезенський ліс разом з Боубінським належить до головних лісових комплексів у Шумаві, в якому дерева в  місцях, які знаходяться під охороною,  живуть понад 300 років. Тут важко знайти дерева віком понад 400 років, а знайти дерево старше 500 років — справжня рідкість.  Концентрація вікових дерев у  карі є абсолютно унікальною навіть у ширшому центральноєвропейському контексті. Під час досліджень старих дерев, проведених Університетом Менделя , тут було зафіксовано всього сім екземплярів, загальний вік яких перевищував 500 років. Ялина Швейда (чеськ. Švejdův smrk) належить до найстаріших дерев з 559 річними кільцями, пень якого знаходиться біля туристичної стежки, що веде від Плехового озера до вершини Плех. Серед мешканців цієї території багато рідкісних видів тварин, таких як рись, сапсан, орлан-білохвіст, трипалий дятел, пірникоза велика, пірникоза мала та рябчик.
На південному схилі аж до державного кордону (з австрійської сторони) монастир премонстрантів Шлегль після руйнівного урагану Кирило у 2007 році за допомогою важкої техніки прибрав усі дерева — повалені та стоячі. З величезної галявини, яка утворилася, ґрунт змивається дощами. Незважаючи на неодноразові спроби, цю територію досі не відновили. Штучно висаджені саджанці гинуть без захисту від посухи.

## Доступність
Гора Плехи наразі доступна з кількох напрямків. Вона з’єднана з іншими вершинами понад 1300  м над рівнем моря стежкою Червоного хребта № 0148 – так званою пішохідною дорогою Шумава — на заході з Троймежною та Тшистоличником і на сході зі Смрчіною. Інша можливість — піднятися з Нової Пеці за зеленим знаком до Плешного озера, а звідти так званим «маршрутом досвіду» (він веде між стоячими мертвими деревами, вхід на власний ризик) повз пам’ятник Штіфтеру на вершину.Можна також  піднятися на Плехи з боку Австрії — по червоному та синьому маршрутах, які є частиною європейського пішого дального маршруту E6. 
На початку 1880-х років, коли відбувся перший розвиток туризму в Шумаві, непрохідна стежка від Троймезі та така ж непрохідна і ледь помітна стежка від пам’ятника Штіфтеру, який був побудований у 1876–1877 роках, вели до вершини Плех.  Проте доступність вершини поступово покращувалася. У 1883 році була закладена нова дорога від Троймезі до Плехів. У 1911 році лісова адміністрація князя Шварценберга побудувала на березі Плешного озера Люксембурзький котедж для розміщення працівників лісу . Через кілька років Клуб чеських туристів перебрав його та перебудував для власних потреб.
Після 1948 року доступ до Плехів з чеського боку був заборонений. Лише Плешне озеро було тимчасово доступним у 1966–1970 роках.  Аж у  1990 році туристичні стежки у важкодоступній прикордонній зоні були відновлені. У той час на Плехах була позначена червона хребтова стежка від селища Нове Удолі до Задньої Звонки та жовта стежка від Плешного озера через пам’ятник Штіфтера до Плех.  У 2005 році існувала загроза закриття позначеного жовтим кольором маршруту сходження від Плешних озер до пам’ятника Штіфтеру. Зрештою його залишили в режимі «на  власний ризик» і змінили бренд на три білі смуги. Позначений жовтим туристичний маршрут був нещодавно промаркований від Плешового озера уздовж маршруту, який піднімається від східного боку озера до прикордонного переходу і продовжується через Плехи до пам’ятника.

## Під'їздні маршрути
- Нова Пец — Рашков - Россбах - Ріїште - Оленяча стежка, Плешне озеро - пам'ятник Штіфтеру — Плехи (13,5 км)
- Нове Удолі - Пам'ятник Розенауеру - Тшистоличник - Троймежна - Троймезі - Плехи (13 км).

## Огляд
- Вершина складається зі скелі з розсипаними гранітними блоками, з яких відкривається вид на Альпи . На північ від вершини розташовані дві оглядові точки – оглядова точка Кучера та оглядова точка Штіфтера.
- За 1,5 км від вершини по жовтій стежці знаходиться пам’ятник Штіфтеру заввишки 14,5 м , який у 1876-77 роках збудували шумавські каменярі на честь письменника і поета Адальберта Штіфтера на важкодоступному схилі над озером, на с. місце, звідки він любив дивитися на регіон.

## Природоохоронна діяльність
Ландшафтна територія, яка оголошена в 1962 році природоохоронною територією, включає всю Шумаву та частину її передгір’їв, загальною площею 1630 км². У 1991 році було оголошено на території Чехії національний парк Шумава площею 685 км² (найбільший у Чехії).

## Галерея

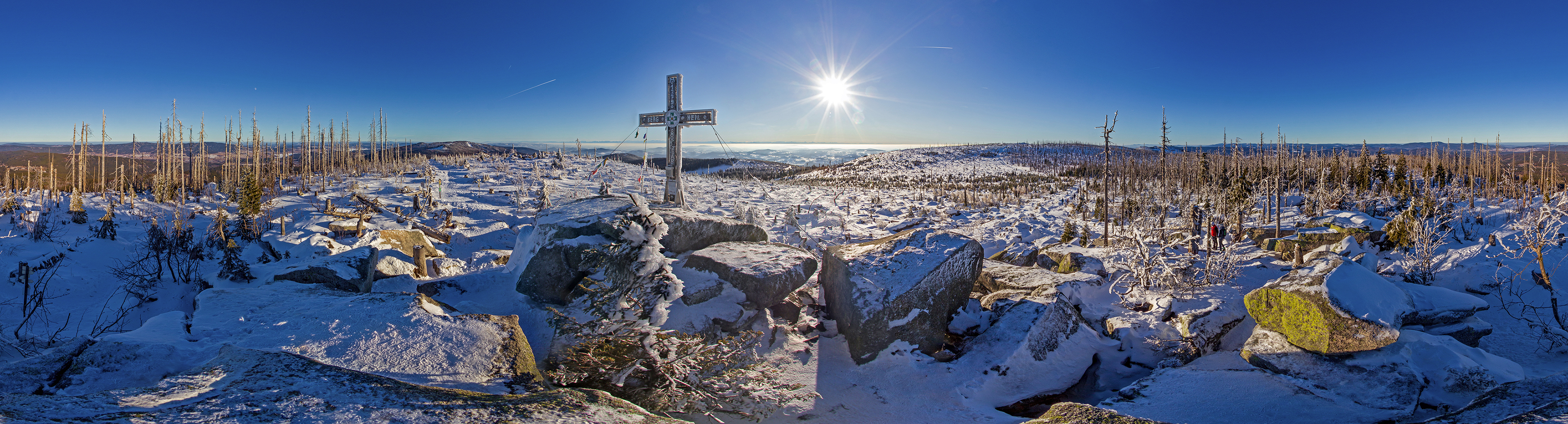
Plöckenstein 360° Панорамний знімок
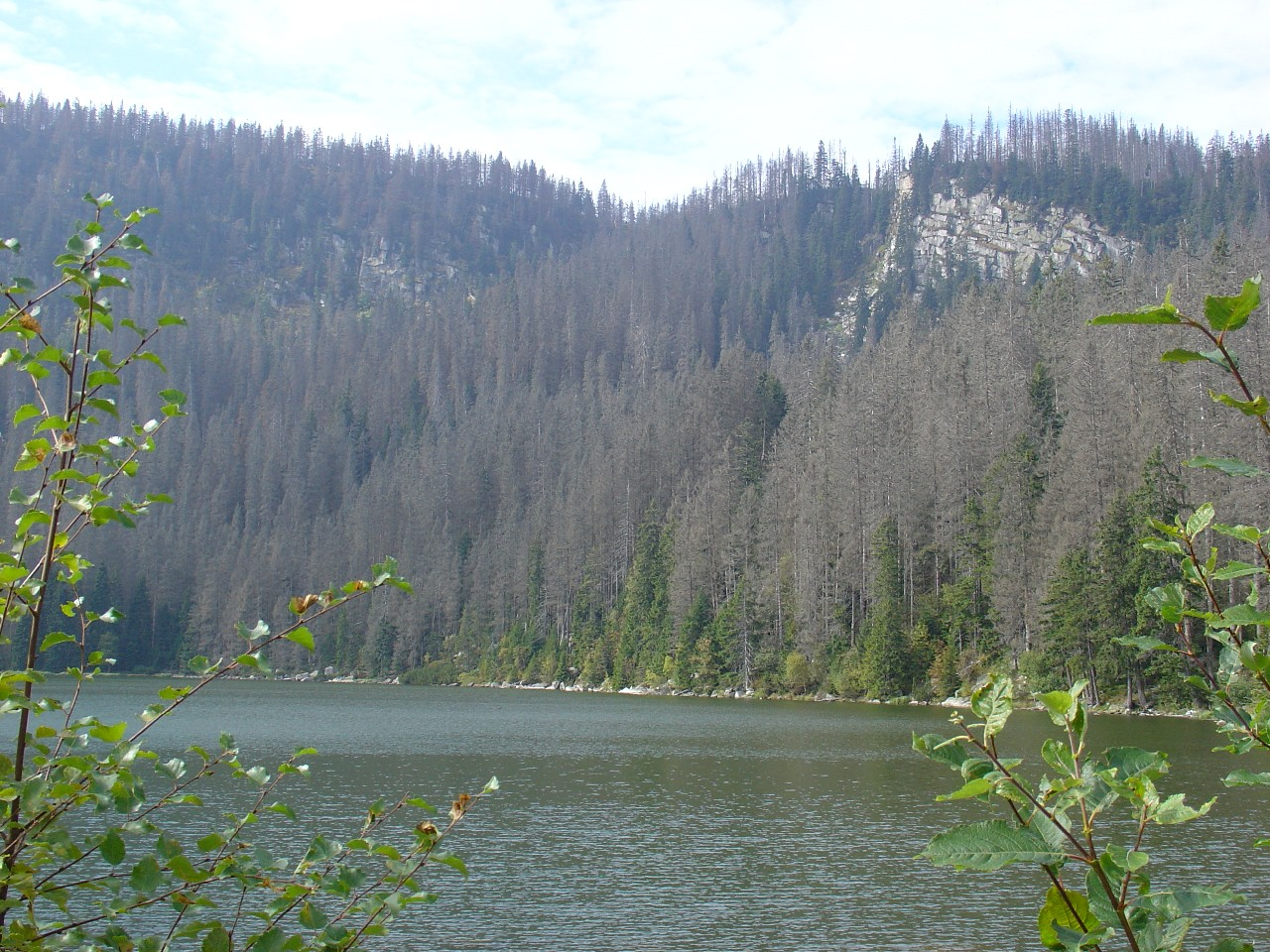
Плешне озеро
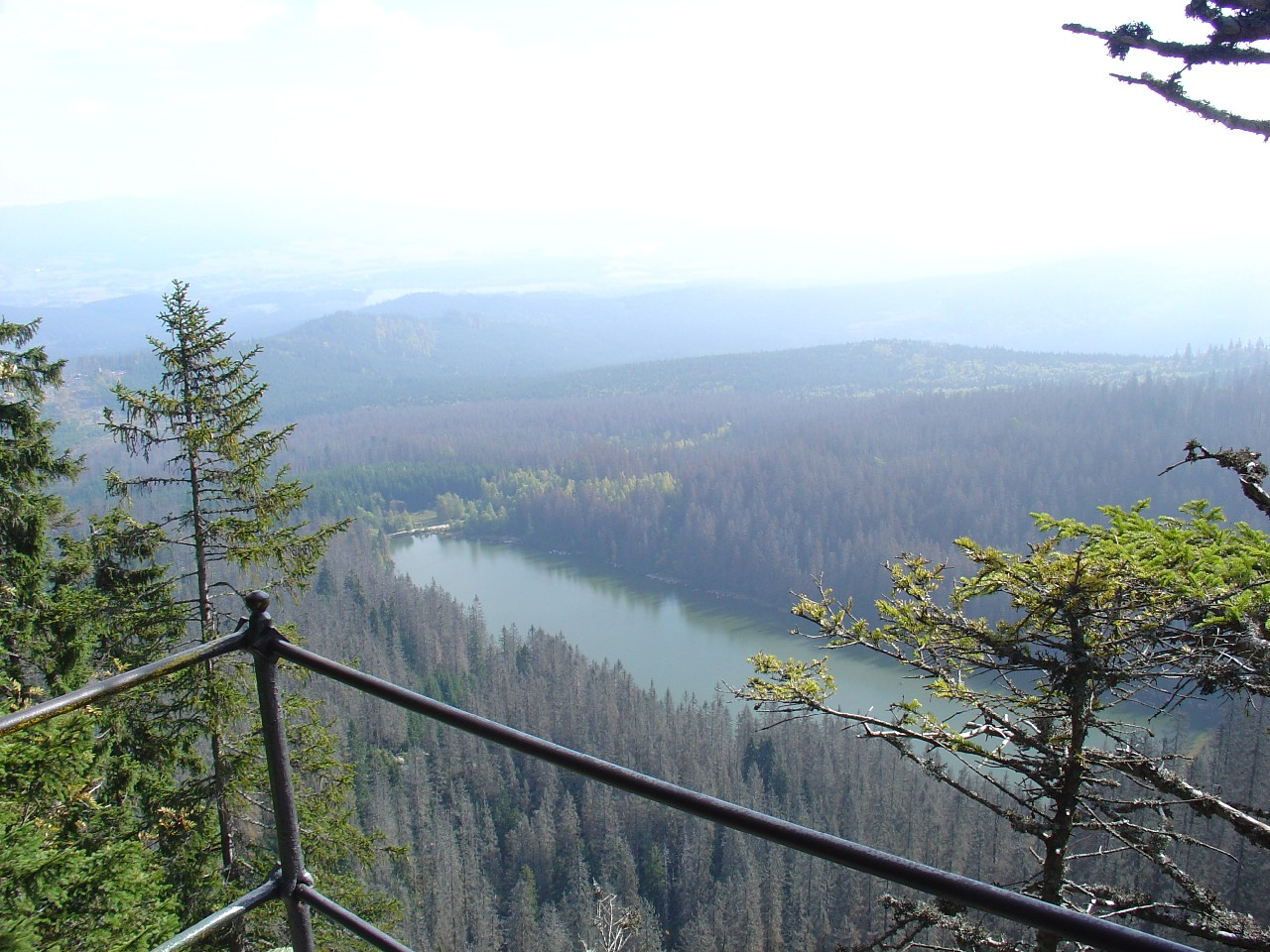
Плешне озера з оглядового майданчика Адальберта Штіфтера
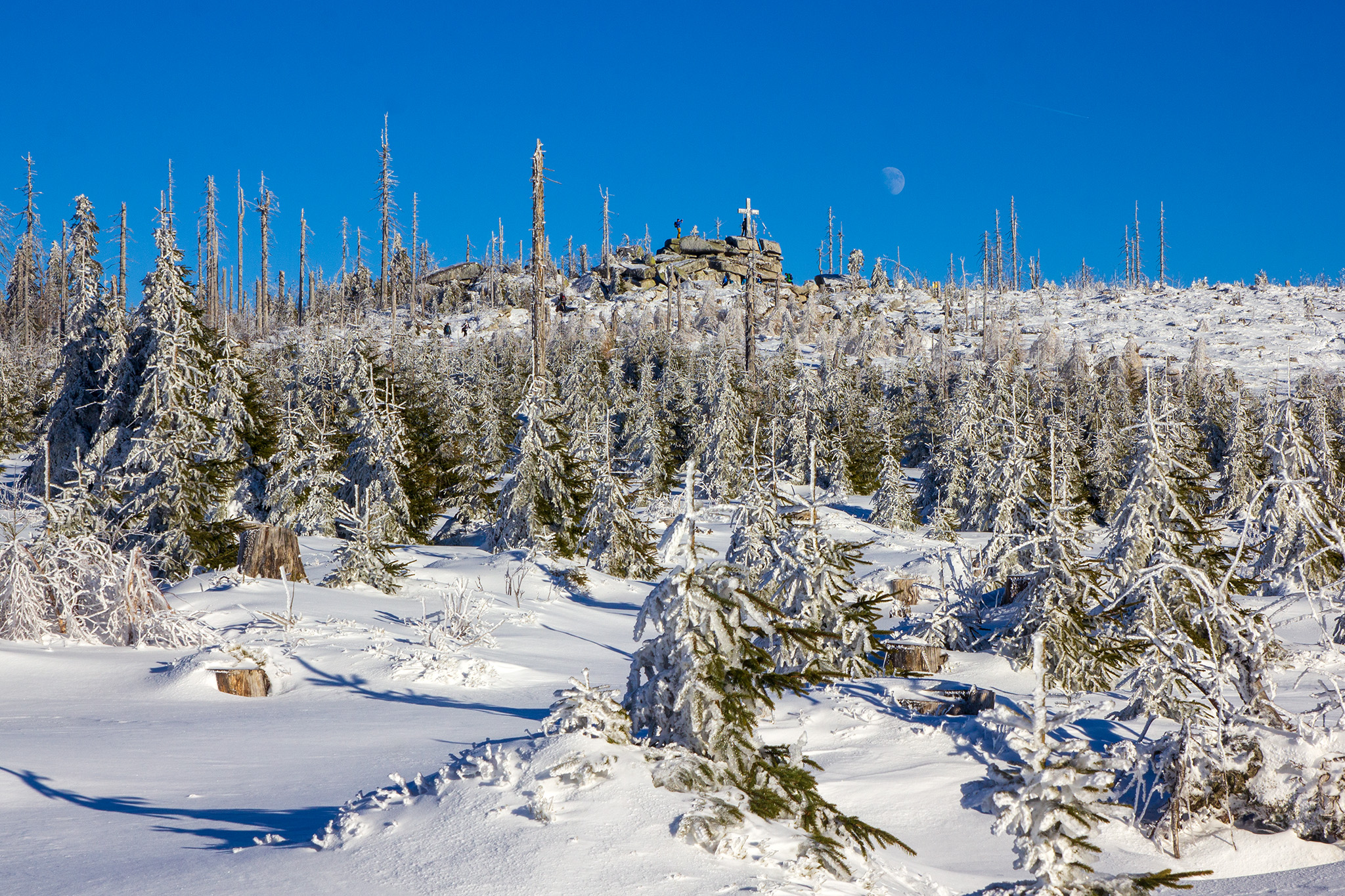
Вершина гори Плехи взимку
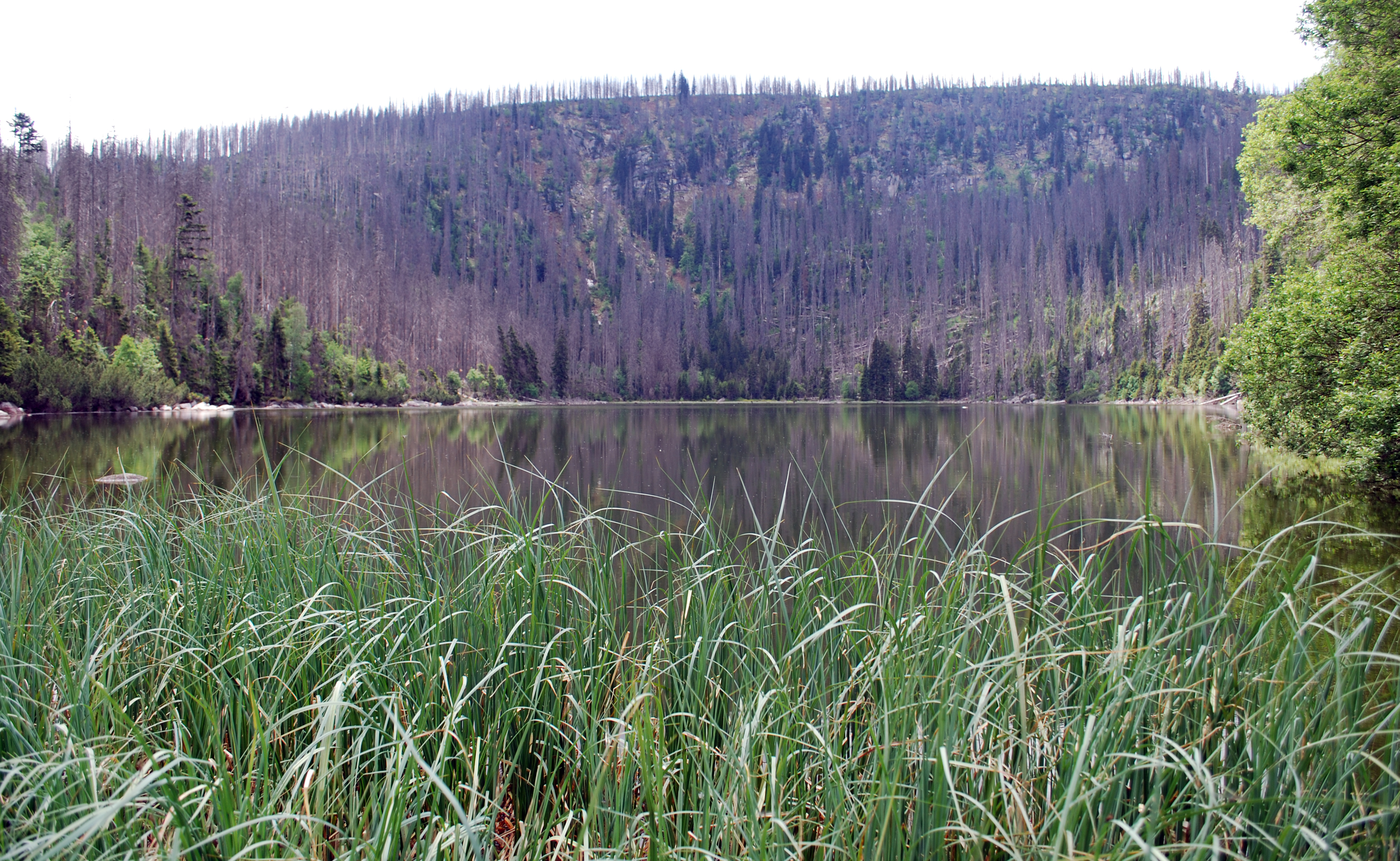
Вигляд на Плехи та Плешне озеро
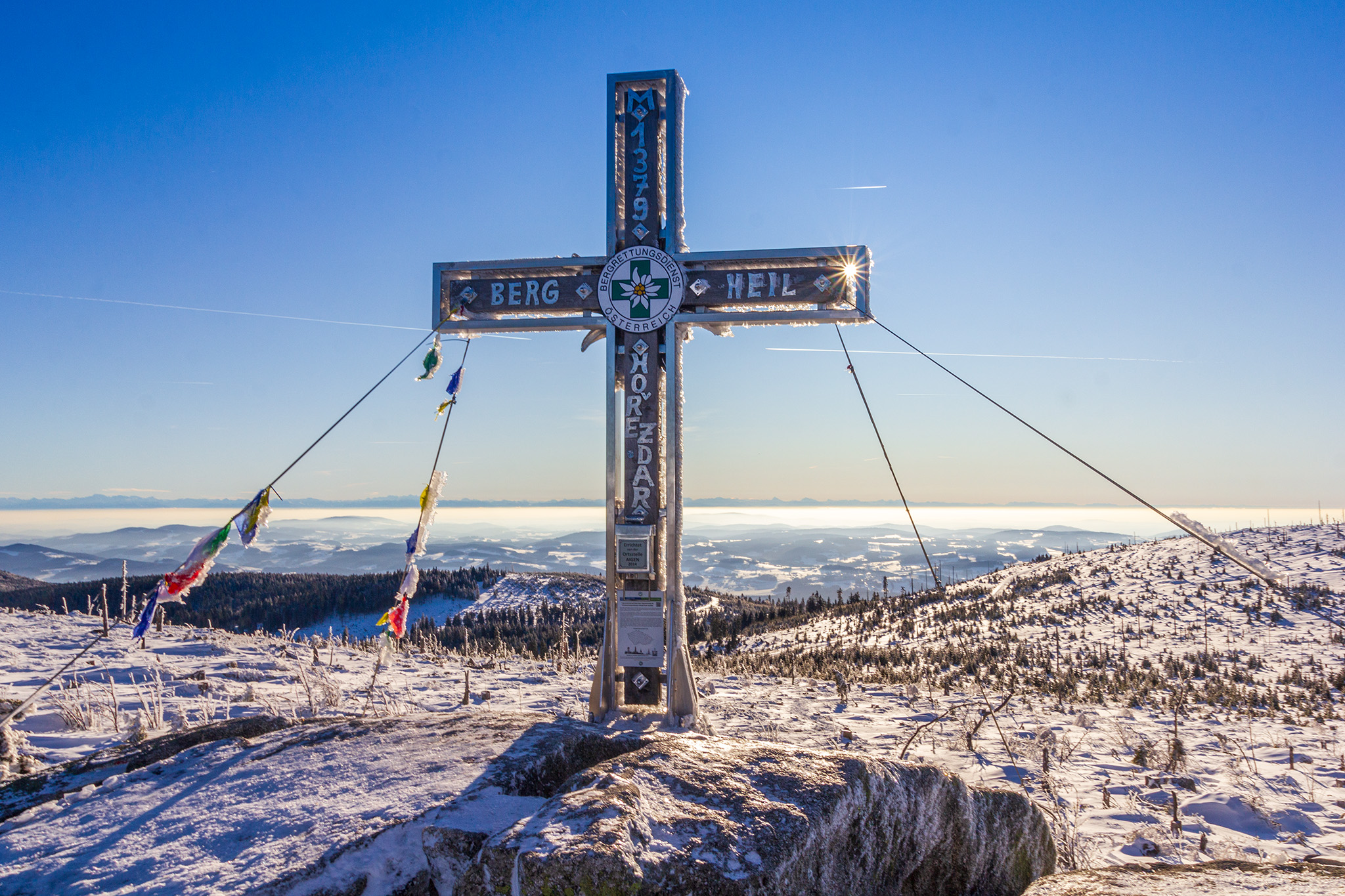
Монумент у формі Хреста на вершині Плех